# Tylococcus westwoodi
Tylococcus westwoodi är en insektsart som beskrevs av Hugh Edwin Strickland 1947. Tylococcus westwoodi ingår i släktet Tylococcus och familjen ullsköldlöss.
Artens utbredningsområde är Ghana. Inga underarter finns listade i Catalogue of Life.